# Roskovics Ignác (festő)

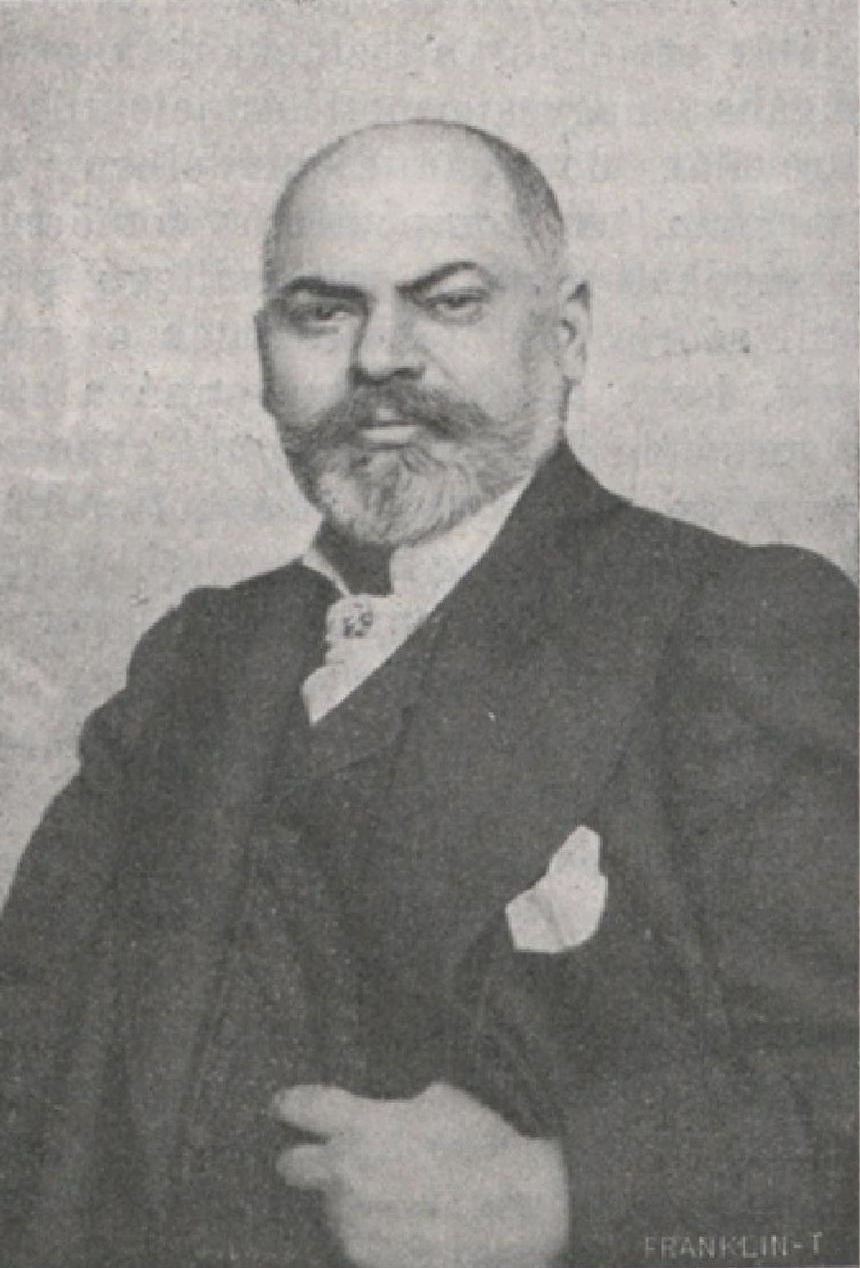
Roskovics Ignác

Roskovics Ignác, ifjabb (Szalók, 1854. szeptember 28. – Budapest, 1915. november 29.)  magyar egyházi és zsánerfestő, az ún. müncheni realizmus jellegzetes képviselője, Roskovics Ignác nagyprépost fia.

## Életpályája
Roskovics Ignác és Gulovics Rozália fia. 1875-től a Mintarajziskolában tanult. Tud-e váltani? című képét növendék korában mutatta be a Képzőművészeti Társulat az 1880. évi téli kiállításán. Tanulmányainak folytatására 1880-ban Münchenbe ment, de csak fél évet töltött az akadémián, azután önálló műtermet bérelt, és másfél évig dolgozott a bajor fővárosban, közben-közben hazalátogatva. Ez idő alatt készítette A szentlélek eljövetele című vallásos képét, amely az 1882. évi budapesti téli kiállításon általános figyelmet keltett és Roskovicsot egy csapásra a legismertebb magyar vallásos festők közé emelte. A következő év kiállításán szintén vallásos képpel szerepelt Szent Józsefet festette meg a Jézus gyermekkel. Ez a műve oltárkép a lévai kegyesrendiek templomában. 
Ezután áttért a zsánerfestészetre (Igyék már kelmed!; Acél, kova, tapló; Extra passzió; Pipacs; A rózsámnak; Csak neked!; Olyan nincs). 1885-ben alkotott Pici piros alma című festménye több kitüntetésben részesült és másolatok útján a legismertebb magyar festmények egyikévé vált a maga idejében. Derűs hangulatú életképeket és vallásos kompozíciókat festett. Folytatta vallásos témáit is: így született Csekonics Endre gróf megrendelésére Nepomuki Szent Jánosa (1885), és így festett három évvel később hét freskóképet és három oltárképet a szinnai (Zemplén vármegye) templom számára. 
Több díjat kapott, 1900-ban a kis állami aranyérmet nyerte, 1888-ban festette a szinnai templom freskóit. Falképei vannak még a józsefvárosi templomban és a kecskeméti nagytemplomban. 1893-ban megfestette a radnai oltárképet: Mária üdvözletét s freskókkal díszítette (1894-95) a budapesti józsefvárosi templomot. Ebben a templomban a négy evangélistán kívül a Szentháromság, Szent József álma, Szent József halála és Szent József megdicsőülése című nagy szabású freskók láthatók tőle. Népszerűségét azonban nem ezeknek, hanem későbbi életképeinek (Hátha innánk! A gourmand és Kóstolja, de édes!) köszönhette. Könyveket is illusztrált, különösen sokat rajzolt az Osztrák-magyar monarchia című képes vállalkozás számára.
Felesége Schütz Alojzia Erzsébet volt, akivel halála előtt másfél évvel, 1914. február 21-én Budapesten kötött házasságot.

## Emlékezete
1918-ban a Műcsarnok hagyatéki kiállítást rendezett műveiből.